# 中小企業団体の組織に関する法律
中小企業団体の組織に関する法律（ちゅうしょうきぎょうだんたいのそしきにかんするほうりつ、昭和32年11月25日法律第185号）は、中小企業の業者その他の者が協同して経済事業を行うために必要な組織または中小企業者がその営む事業の改善発達を図るために必要な組織を設けることができるようにすることにより、これらの者の公正な経済活動の機会を確保し、もって国民経済の健全な発展に資することに関する法律である。

## 構成
- 第一章　総則（第1条―第3条）
- 第二章　中小企業等協同組合（第4条）
- 第二章の二　協業組合（第5条―第5条の23）
- 第三章　商工組合及び商工組合連合会 
  - 第一節　総則（第6条―第16条）
  - 第二節　事業（第17条―第33条）
  - 第三節　組合員（第34条―第40条）
  - 第四節　設立、管理、解散及び清算並びに合併（第41条―第47条）
  - 第五節　登記（第48条―第54条）
  - 第六節　削除
  - 第七節　監督（第67条―第71条）
  - 第八節　都道府県中小企業調停審議会（第72条―第88条）
  - 第九節　雑則（第89条―第94条）
- 第四章　組織変更 
  - 第一節　協業組合、事業協同組合又は商工組合への組織変更（第95条―第100条の2）
  - 第二節　株式会社への組織変更（第100条の3―第100条の14）
- 第五章　中小企業団体中央会（第101条） 
  - 第五章の二　主務大臣等（第101条の2―第101条の4）
- 第六章　罰則（第102条―第115条）
- 附則